# Patrick Jason
Patrick Jason (Mill en Sint Hubert, 6 december 1983) is een Nederlandse rapper, zanger, beatboxer, gitarist en muziekproducent. 

## Biografie
Patrick Jason begon zijn muzikale carrière in 2004 als onderdeel van rapformatie Last Crewsaders. Het eerste album "Invasion Of The Micsnatchers" zorgde ervoor dat de groep door geheel Nederland en België mocht spelen en snel volgde er het album "Never Dated" (2006) waarop onder andere werd samengewerkt met de Amerikaanse rapgroep Cunninlynguists, Cashmere en Def P van de Nederlandse groep Osdorp Posse. In 2007 kwam het volgende album "The Prestige" uit via het label Walboomers Music. Hierop stonden onder andere producties van zichzelf, maar ook van Dr. Moon en Rockwilder. Dit opende de deuren om verder over de grens op het podium te staan en de groep tourde onder andere door het Verenigd Koninkrijk.
Na de release van hun laatste album "The Works" (2011) groeide de interesse in het produceren van muziek en werkte hij samen met Cédric Debled. Dit resulteerde in een indie folk-album onder de naam "The Graine" (2013). Patrick Jason betrad het podium als gitarist en zanger samen met Cédric Debled. Aangezien ze enkel met zijn tweeën op het podium stonden kwamen de beatbox, sampler en loopstation skills goed van pas waardoor Jason in tv-programma's werd gevraagd als Telekids en De Buitendienst om zijn beatbox talenten te laten zien, online gepubliceerd door Swiss Beatbox, hét platform voor beatboxers en deelde het podium met beatbox legende Rahzel. Ook bracht Patrick Jason de zin "Poffertjes en Crackertjes" voor het eerst op de nationale tv bij NPO Zapp.
Patrick Jason ging verder met produceren en produceerde onder andere voor Mongoose, Engel, Paul de Munnik, The Lo-Fi Circle, Stefanie Janssen en Across The Field.
Naast producties voor anderen werkte hij aan zijn eerste solo-project, waarmee hij op het podium staat met drummer Moss. In 2020 werd het album "Battle Scars" geselecteerd door het Sena Performers Fonds om op lp uit te brengen. In 2021 volgde de single "Lockdown" en in 2022 de single "Masquerade".

## Discografie
| Titel                        | Onder naam                       | Verschenen | Genre      |
| ---------------------------- | -------------------------------- | ---------- | ---------- |
| Invasion Of The Micsnatchers | Last Crewsaders                  | 2004       | Hiphop     |
| Never Dated                  | Last Crewsaders                  | 2006       | Hiphop     |
| The Prestige                 | Last Crewsaders                  | 2007       | Hiphop     |
| The Works                    | Last Crewsaders                  | 2011       | Hiphop     |
| The Graine                   | The Graine                       | 2013       | Indie Folk |
| Battle Scars                 | Patrick Jason                    | 2020       | Hiphop     |
| Exhale                       | Across The Field x Patrick Jason | 2021       | Indie      |
| Rainy Days E.P.              | The Lo-Fi Circle                 | 2021       | Lo-Fi      |

| Titel         | Onder naam            | Verschenen | Genre     |
| ------------- | --------------------- | ---------- | --------- |
| Long Gone     | Joe Kudo              | 2012       | RnB       |
| Show Yourself | The Graine            | 2015       | Indie Fok |
| I Don't Get   | Mongoose              | 2016       | Hiphop    |
| Mis Je Zo     | Engel, Paul de Munnik | 2017       | Hiphop    |
| Rob           | Engel, Paul de Munnik | 2017       | Hiphop    |
| The Anchor    | Across The Field      | 2019       | Indie     |
| Seasons       | Across The Field      | 2019       | Indie     |
| Downforce     | Across The Field      | 2019       | Indie     |
| Lockdown      | Patrick Jason         | 2021       | Hiphop    |
| Masquerade    | Patrick Jason         | 2021       | Hiphop    |